# Annie Girardot
Annie Girardot (25 tháng 10 năm 1931 – 28 tháng 02 năm 2011) là một diễn viên tài danh người Pháp. Bà ba lần đoạt giải César về Nữ diễn viên xuất sắc nhất. Phim Mourir d'aimer (Chết cho tình yêu) về chuyện tình cô giáo – học trò do bà đóng vai chính, chiếu tại Sài Gòn đầu thập niên 1970, đã thu hút số lượng khán giả lớn lúc đó.